# آن را به من بده
«آن را به من بده» تک‌آهنگی از هنرمند اهل کلمبیا شکیرا به همراهی لیل وین است که از آلبوم گرگ ماده منتشر شده است.